# روبرت إرفينغ الثالث
روبرت إرفينغ الثالث (بالإنجليزية: Robert Irving III)‏ هو عازف جاز وملحن وعازف بيانو أمريكي، ولد في 27 أكتوبر 1953 في شيكاغو في الولايات المتحدة.

## وصلات خارجية
- روبرت إرفينغ الثالث على موقع IMDb (الإنجليزية)
- روبرت إرفينغ الثالث على موقع ميوزك برينز (الإنجليزية)
- روبرت إرفينغ الثالث على موقع أول ميوزيك (الإنجليزية)
- روبرت إرفينغ الثالث على موقع ديسكوغز (الإنجليزية)
- روبرت إرفينغ الثالث على موقع قاعدة بيانات الفيلم (الإنجليزية)